# Ozarba malaisei
Ozarba malaisei là một loài bướm đêm trong họ Noctuidae.